# Johann Nepomuk Amberg

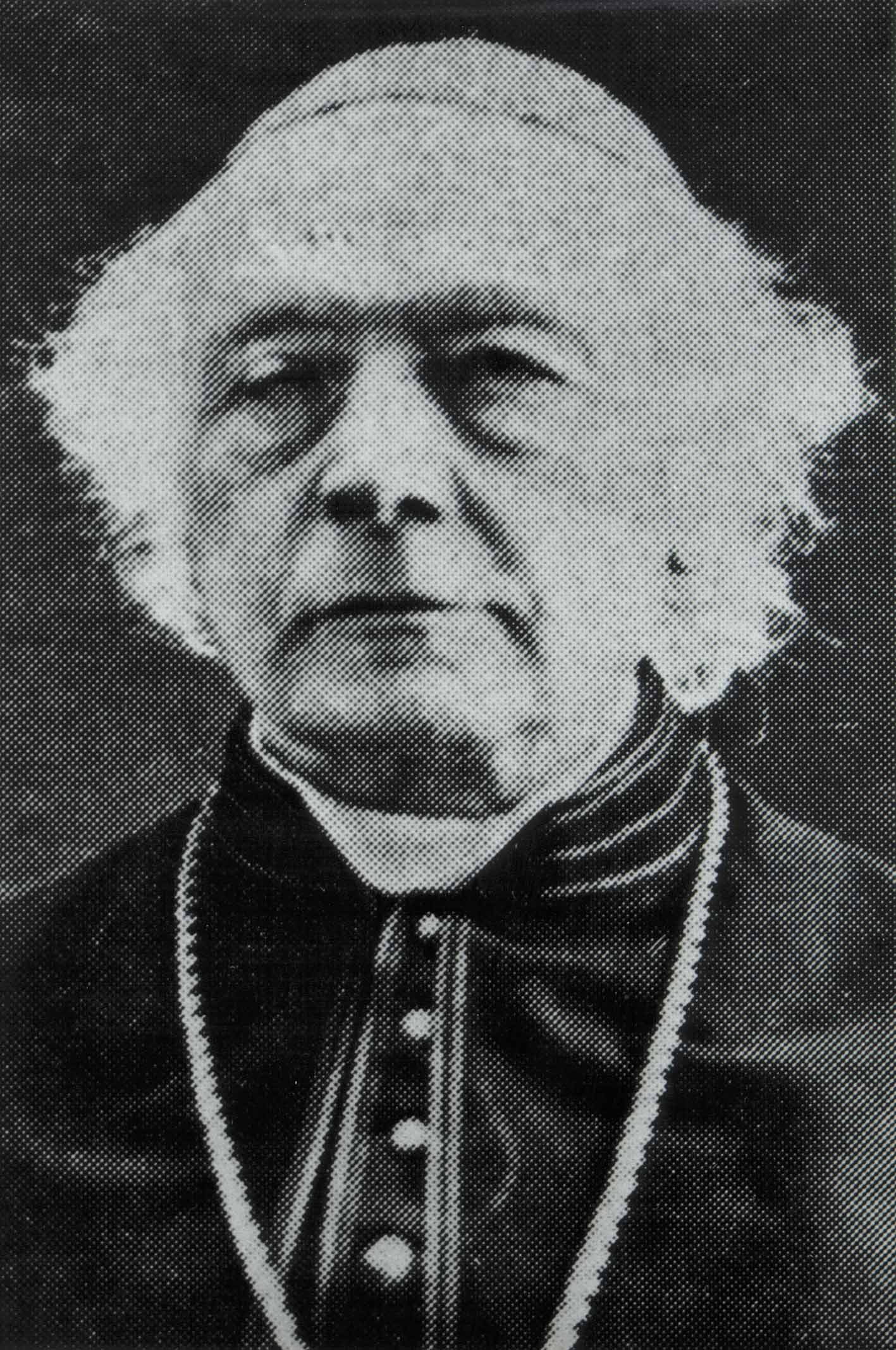
Johann Nepomuk Amberg

Johann Nepomuk Amberg (* 28. Jänner 1802 in Innsbruck; † 16. März 1882 in Feldkirch) war ein österreichischer Priester und Politiker. Er war Abgeordneter zum Tiroler Landtag und zum Vorarlberger Landtag, gewähltes Mitglied des Österreichischen Abgeordnetenhauses des Reichsrates sowie Weihbischof in Brixen.

## Leben
Johann Amberg wurde als Sohn des Bäckermeisters Josef Amberg und dessen Gattin Crescentia Kössl geboren. Er studierte Theologie am Priesterseminar Brixen und empfing am 19. Dezember 1824 die Priesterweihe. 1825 arbeitete er vier Monate lang als Hilfspriester in Axams, danach wurde er von 1825 bis 1828 als Hilfspriester in Innsbruck-Mariahilf eingesetzt. Nachdem er 1828 die Priesterbildungsinstitut Frintaneum in Wien besucht hatte, absolvierte er von 1829 bis 1830 einen Lehrkurs an der Taubstummenanstalt in Wien. Er wurde daraufhin von 1830 bis 1835 Leiter des Taubstummeninstitutes in Brixen und wechselte 1835 als Leiter des Taubstummeninstitutes nach Hall in Tirol. Er kehrte 1837 wieder in den Priesterberuf zurück und wirkte bis 1841 als Pfarrer und Dekan in Hall. Danach war er von 1845 bis 1850 als Stadtpfarrer und Dekan im Innsbrucker Dom eingesetzt. Er wurde 1850 k. k. Schulrat für die Volksschulen in Nordtirol und k. k. Volksschulinspektor für Tirol und Vorarlberg. 1853 wechselte er als Domkapitular sowie Kanonikus nach Brixen, wo er zwischen den Jahren 1853 und 1861 als Regens des Priesterseminars in Brixen wirkte. Zudem war er dort von 1854 bis 1855 als Schulenoberaufseher der Diözese Brixen eingesetzt, ab 1855 Domscholastikus sowie Diözesan-Studien-Kommissar des Domkapitels. Am 11. Jänner 1861 wurde Amberg zum Domdekan ernannt, per 5. April 1863 stieg er zum Dompropst in Brixen auf. In der Folge wirkte Amberg vom 8. November 1865 bis zum 16. März 1882 als Generalvikar für Vorarlberg. Er wurde am 25. September 1865 zum Titularbischof von Europus und Weihbischof in Brixen präkonisiert und empfing am 19. November desselben Jahres die Bischofsweihe durch den Bischof von Brixen, Vinzenz Gasser. Des Weiteren wirkte er von 1870 bis 1882 als Schulenoberaufseher für Vorarlberg.
Im politischen Bereich war Amberg von 1848 bis 1853 sowie von 1859 bis 1861 als Landtagsabgeordneter in Tirol aktiv, 1865 folge er Joseph Feßler als Abgeordneter im Vorarlberger Landtag nach. Er hatte hier das Mandat der Virilstimme inne und übte sein Mandat bis zu seinem Tod im Jahr 1882 aus. Vom Landtag war Amberg Ende 1872 zudem zum Mitglied des Abgeordnetenhauses des Reichsrats gewählt worden, er verzichtete jedoch bereits nach einem Monat auf sein Mandat, wobei sein Mandatsverzicht im Reichsrat in der Sitzung am 15. Jänner 1873 verkündet wurde. Amberg war dabei nie im Reichsrat erschienen oder angelobt worden.

## Werke
- Die Wohltat einer Bildungsanstalt für Taubstumme. Dargestellt bei der Eröffnung des Provinzial-Taubstummen-Institutes. Brixen 1830
- Anleitung zum Anschauungs-, Denk-, Sprech- und Rechnungsunterricht in der Volksschule. Innsbruck 1853
- Geschichte der Stiftungen der Pfarrkirche zum hl. Nikolaus in Hall
- Sei gegrüßt in diesem Gnadenbilde (Liedtext)